# Metallochlora flavifimbria
Metallochlora flavifimbria là một loài bướm đêm trong họ Geometridae.